# Gelásio de Cízico
Gelásio de Cízico foi um escritor eclesiástico do século V. O nome "Gelásio" lhe foi atribuído por Fócio erroneamente e editor da editio princeps. O autor anônimo jamais mencionou este nome.

## Vida e obras
O autor anônimo era filho de um padre de Cízico e escreveu na província romana da Bitínia, na Ásia Menor, por volta de 475, para provar aos eutiquianos que o Primeiro Concílio de Niceia não ensinara o monofisismo. Além disto, nada mais se sabe sobre ele.
Sua Syntagma (coleção) de atos do concílio de Niceia era, até um tempo atrás, vista como a obra de um compilador desastrado. Investigações recentes, porém, indicam que ela tem alguma importância. Os atos estão divididos em três livros: o livro I trata da vida de Constantino até 323; o livro II, da história do concílio em trinta e seis capítulos; sobre o livro III, apenas fragmentos foram publicados.
O livro III completo foi descoberto pelo Cardeal Mai na Biblioteca Ambrosiana e seu conteúdo foi todo descrito por Oehler. Pode-se dizer que  estudo sério das fontes de Gelásio começaram com a identificação de Turner das longas passagens citadas de Rufino (X, 1-5) no livro II. Uma análise completa das fontes (entre outras, a História Eclesiástica, de Eusébio de Cesareia; Rufino - na tradução grega de Gelásio de Cesareia; Sócrates Escolástico, um tal "João", Dalmácio e Teodoreto) está em Löscheke, cujos esforços recolocaram Gelásio entre os historiadores sérios da Igreja, algo que tinha sido injustamente negado à Gelásio. Além disso, o trabalho deu peso à ideia, até então em geral rejeitada, de que o concílio de Niceia teria tido um registro oficial dos atos, de onde Dalmácio pode ter derivado o discurso de abertura de Constantino, a confissão de Ósio, o diálogo com Fédon e as nove constituições dogmáticas, que Hefele afirmou serem "quase certamente espúrias".
O "João", que Gelásio cita como um precursor de Teodoreto, ainda não foi identificado. Dele derivaram as porções já publicadas do livro III, as cartas de Constantino para Ário, para a Igreja de Nicomédia e para Teódoto de Ancira, que Löschcke defende serem autênticas. Ele também prova que uma comparação da carta de Constantino para o Concílio de Tiro (335), como editadas por Gelásio e por Atanásio (Apologia ad Constantium 86), mostra que Gelásio nos dá a versão original e completa, enquanto que a de Atanásio é uma versão abreviada.